# Lirceolus hardeni
Lirceolus hardeni és una espècie de crustaci isòpode pertanyent a la família dels asèl·lids.

## Hàbitat i distribució geogràfica
Es troba als corrents d'aigua dolça d'algunes coves de Texas (els Estats Units).